# Eneko Acero
Pour les articles homonymes, voir Acero.
Eneko Acero est un surfeur professionnel espagnol né le 22 avril 1977 à Getxo, dans la communauté autonome du Pays basque, en Espagne. Il participe aux compétitions sous la nationalité basque.

## Biographie
Il réalise sa meilleure saison en 2001 en remportant quatre étapes du circuit QS et en remportant le titre de champion d'Europe.

## Palmarès et résultats

### Saison par saison
- 1994 :
  - 1er du Pantin Surf Classic à La Corogne (Espagne)[1]

- 1996 :
  - 1er du Quiksilver Pantin Surf Classic à La Corogne (Espagne)[2]
  - 4e du O'Neill Buondi Pro à Ericeira (Portugal)[3]

- 1998 :
  - 4e du Reef Brazil Classic à Florianópolis (Brésil)[4]

- 2001 :
  - 1er du Rip Curl Series Peniche à Peniche (Portugal)[5]
  - 1er du Caparica Pro à Costa da Caparica (Portugal)[6]
  - 1er du Vendée Surf Pro à Brétignolles-sur-Mer (France)
  - 1er du Rip Cur Series San Sebastian à Saint-Sébastien (Espagne)[7]
  - Champion d'Europe

- 2003 :
  - 3e du Goanna Pro à Tapia de Casariego (Espagne)[8]

- 2004 :
  - 2e du Goanna Pro à Tapia de Casariego (Espagne)[9]

- 2007 :
  - 3e du Movistar Pantin Classic à La Corogne (Espagne)[10]

- 2008 :
  - 3e du Buondi Billabong Pro à Ericeira (Portugal)[11]